# Отон (пьеса)
«Отон» (фр. Othon) — трагедия французского драматурга Пьера Корнеля, впервые поставленная на сцене в 1665 году. Её главный герой — римский император Марк Сальвий Отон, правивший в 69 году.
Театральная постановка «Отона» почти не имела успеха, хотя исследователи считают его одной из лучших пьес Корнеля позднего периода.
В 1971 году французский драматург Ж.-М. Строба снял по пьесе фильм «Глаза не хотят всякий раз закрываться, или Возможно, однажды Рим всё-таки позволит себе выбирать» (фр. Les Yeux ne veulent pas en tout temps se fermer, ou Peut-être qu'un jour Rome se permettra de choisir à son tour).